# NGC 1234
NGC 1234 je spirální galaxie s příčkou v souhvězdí Eridanu, kterou objevil Francis Preserved Leavenworth v roce 1886.
Její zdánlivá hvězdná velikost je 14,2.